# 荒井暖菜
荒井 暖菜（あらい はるな、2002年2月15日 - ）は、日本の元ジュニアアイドル。東京都出身。元・ユニバーサルコレクション所属(2017年6月1日 - 2018年12月31日、2019年7月 - 11月)。旧所属事務所はマイカンパニー(- 2017年5月31日)。

## 概要
妹は、荒井佑奈、荒井由莉采。
趣味は読書、ソフトテニス。特技は、絵を描く、ダンス、料理。チャームポイントは、目。暗記が得意。
実の妹である荒井佑奈、荒井由莉采とカメラ女子3姉妹アイドルユニット「Halation」として2017年1月22日にデビュー。3姉妹とも進学受験の準備のため、2018年5月19日のライブをもって「Halation」の活動休止。2018年一杯で暖菜、由莉采ともに芸能活動を引退するため、「Halation」を2018年12月31日の1日限りのライブをもって解散。
2019年7月28日より「Crouton」4期生として転入、活動を再開したが、11月19日をもって活動中止した。

## 出演

### 舞台
- アリスインプロジェクト「デジタルホムンクルス[3]」（2013年12月18日 - 23日、池袋・シアターKASSAI） - 月組 ルクシオン 役
- アリスインプロジェクト「ヨルハ[4]」（2014年10月1日 - 5日、池袋・シアターKASSAI） - チーム・地 タームβ 役
- 劇団山本屋「1号」『あまもり』（2015年4月1日 - 5日、池袋 東京芸術劇場シアターウエスト） - ヒーロ 役

### TV
- JCNマイテレビ「キッズお仕事探検隊」（2011年） - レポーター
- 東京モーターショー　積水ハウス（2011年）
- NHK「シャキーン!」（2011年）
- フジテレビ「いいものプレミアム」（2011年）
- フジテレビ「全力教室」（2013年10月27日） - 「元天才子役VS売れない子役」 母親と出演
- 日本テレビ「先に生まれただけの僕」（2017年10月14日 - 12月16日）- 1年3組 下川沙耶 役

### CM
- マクドナルドCMハッピーセット（2010年）
- キッコーマン いつでも新鮮 しぼりたて生しょうゆ 「ステーキ」篇（2015年）

### 雑誌
- Sho-Boh（2010年 - 2013年）
- Chu-Boh（2014年 - 2016年）
- Girls Stage（2012年）
- フォトストック（2012年）
- Moecco（2014年 - 2016年）

### ユニット活動
- アイドルカンパニー[5]（2012年6月 - 2016年3月）
- いたずらマイク[6]（2014年2月 - 2016年4月）
- Halation（2017年1月 - 2018年12月）
- Crouton（2019年7月 - 2019年11月）

### その他
- TOKYO　FASHION　COLLECTION（2014年2月11日、舞浜アンフィシアター）

### YouTube
- MaiCompany channel No1 （紹介・イメージ動画）

## 作品

### DVD
- 〜ピュアッ娘アイドル〜 初めまして（2012年4月20日、M.B.Dメディアブランド）
- Pure Heart（2012年7月31日、ヴィータ）
- 夏の日の少女（2012年9月23日、ワッフルランド）
- はーるよ来い（2013年1月23日、ワッフルランド）
- ミルキーポップ Vol.4[7]（2013年3月23日 ミルキーポップ）
- ピュアッ娘アイドル 「荒井暖菜、ただいま！」（2013年3月29日、M.B.Dメディアブランド）
- ナツハルナ！（2013年7月23日、ワッフルランド）
- 天真爛漫（2013年9月10日、アイマックス）
- 夏少女（2013年12月10日、アイマックス）
- 卒業（2014年3月23日、ワッフルランド）
- 新ボクの太陽 〜中学校入学編〜（2014年5月31日、ワッフルランド）
- 学校なう 〜夏休み水着なう〜（2014年7月23日、オリガミ）
- 中学生日記[8]（2015年3月27日、スパイスビジュアル）
- JCスマイル Arai Haruna[9] （2015年5月29日、エスデジタル）
- 秋なのにハルナ！（2015年10月23日、ワッフルランド）
- 純情ロマンチカ（2016年1月23日、ワッフルランド）
- 僕の太陽（2016年3月30日、オルスタックソフト販売）
- 暖菜の課外授業 （2016年6月29日、オルスタックソフト販売）
- 暖菜の課外授業2 ～Vol.40～（2016年9月30日、エスデジタル）